# Чешир
Чешир (енгл. Cheshire, раније познат као County of Chester) је грофовија у северозападној Енглеској. Граничи се са грофовијама Мерзисајд, Шири Манчестер, Дарбишир, Стафордшир, Шропшир, Флинтшир и са Велсом на западу.
Грофовија Чешир је углавном пољопривредна, изузев великих градова око реке Мерзи и историјске престонице, града Честера. Највећи град је Ворингтон. Северни делови грофовије представљају предграђа Манчестера и Ливерпула. Чешир је познат по производњи сира, соли, ткане свиле и хемијских производа.

## Администрација
Градови Холтон и Ворингтон (Halton, Warrington) су од 1998. самосталне управне јединице. Године 2009. спроведена је нова реформа у којој је остатак Чешира подељен на управне јединице: Западни Чешир и Честер те Источни Чешир.